# Zenegroen
Zenegroen (Ajuga) is een geslacht van vaste planten uit de lipbloemenfamilie (Lamiaceae). De ruim 40 soorten in dit geslacht komen voor in de koelere delen van Eurazië, Afrika en Australië. In Nederland is vooral kruipend zenegroen een bekende tuinplant, al komt deze soort ook in het wild voor. In het wild groeit zenegroen vooral tussen het gras aan oevers en op drassige grond. De plant groeit maximaal 40 cm hoog, met diepgroene bladeren aan een vierkante steel. Naarmate hoger op de stengel worden de bladeren steeds kleiner. De opvallende blauw-paarse bloemstengels bloeien in de maanden april, mei en juni. De plant vermeerdert zichzelf gemakkelijk met bovengrondse uitlopers en is daardoor goed te stekken. De bloemen zijn zeer geliefd bij wilde bijen.

## Kweek
Een aantal soorten wordt als bodembedekker voor in tuinen gekweekt. Gekweekte varianten hebben vaak een bruinige kleur blad. Zenegroen kan het gehele jaar door worden aangeplant en is overblijvend. Zenegroen groeit het beste op drassige tot licht vochtige grond, op een beschutte plek. Te veel zon zorgt voor een lagere groei met een rode kleur door het blad. Zenegroen is ook zeer geschikt als oeverplant bij vijvers.
Naast kruipend zenegroen (Ajuga reptans), met een aantal kweekvormen, is ook heidezenegroen (Ajuga genevensis) een geliefde tuinsoort; de plant wordt tot 30cm hoog, is bodembedekkend en heeft blauwe, roze of witte bloemen.

## Gebruik
Van oudsher worden er geneeskrachtige eigenschappen toegekend aan Zenegroen. Een gorgeldrank van zenegroen zou vooral goed helpen bij mond- en keelholte ontstekingen. Ook zou een kompres met zenegroen ontstekingsremmende werking hebben bij huidwonden. Zenegroen heeft bij inname een sterk effect op de schildklier en daarom is regelmatig gebruik af te raden. 
Er is weinig wetenschappelijk onderzoek gedaan naar de geneeskrachtige werking van zenegroen, de daadwerkelijke helende werking van het kruid is daardoor niet wetenschappelijk te onderbouwen.

## Soorten
In Nederland en België komen drie soorten voor in het wild:
- Akkerzenegroen (Ajuga chamaepitys)
- Kruipend zenegroen (Ajuga reptans): circa 20 cm hoog, blauwe bloemen, komt in Nederland algemeen voor langs de waterkant en in vochtige bossen, een goede bodembedekker.
- Piramidezenegroen (Ajuga pyramidalis)

In België komt ook het Harig zenegroen of Heidezenegroen voor.

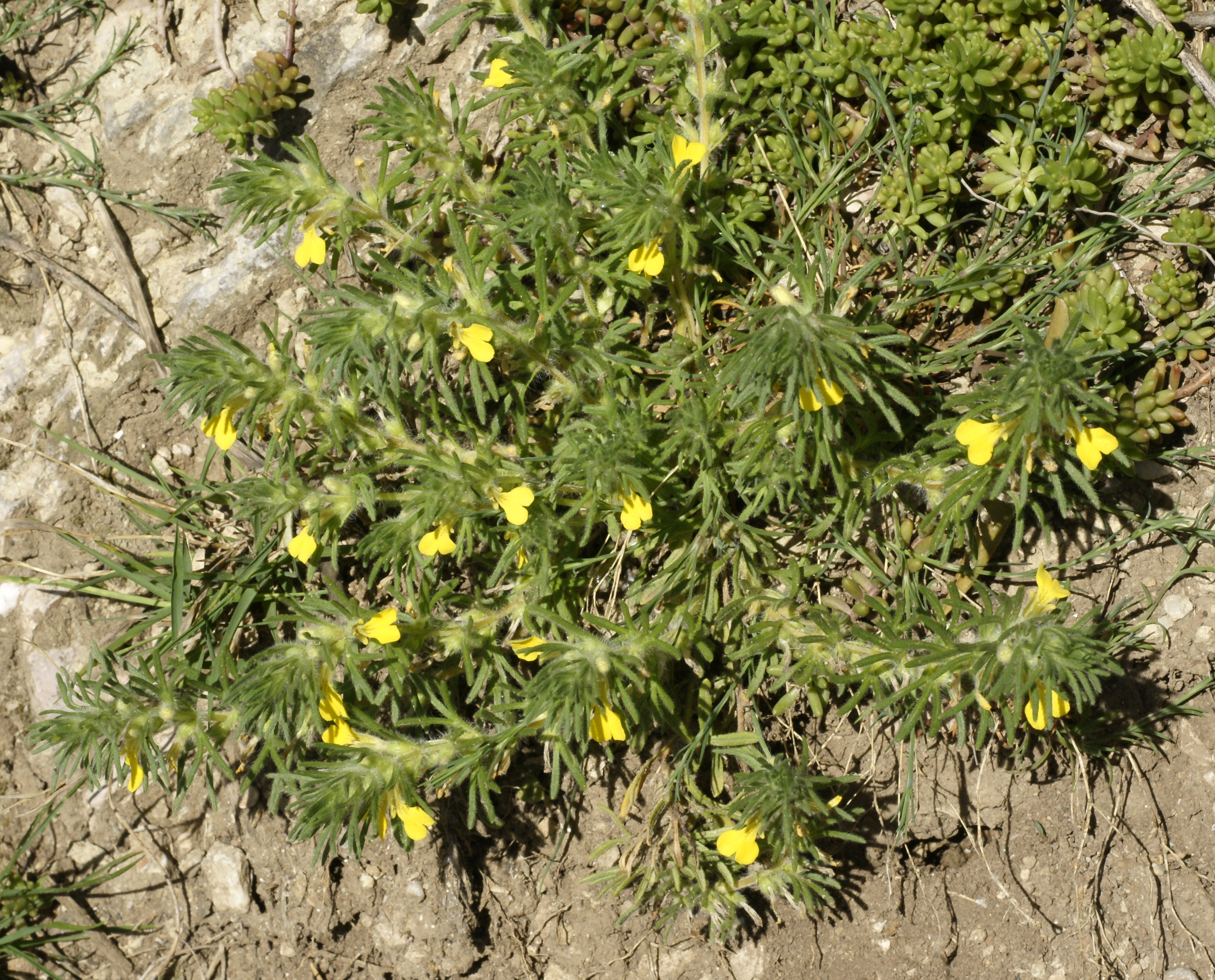
Akkerzenegroen
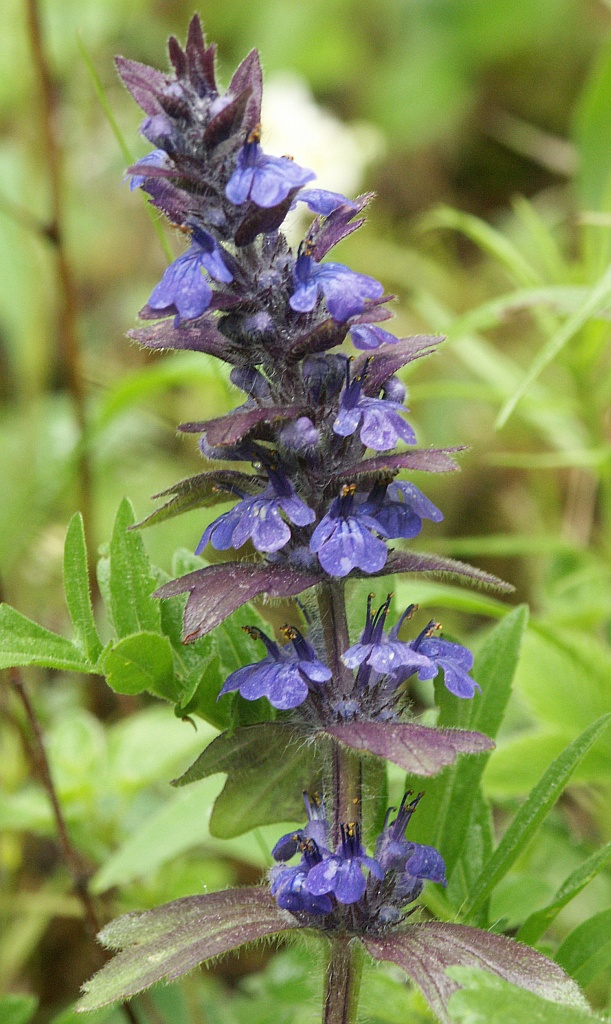
Heidezenegroen
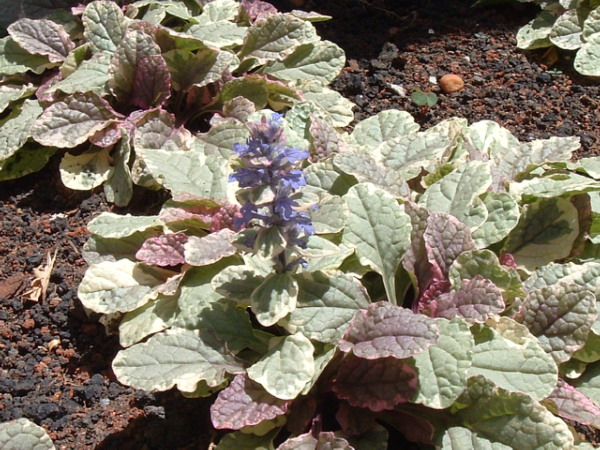
Kruipend zenegroen
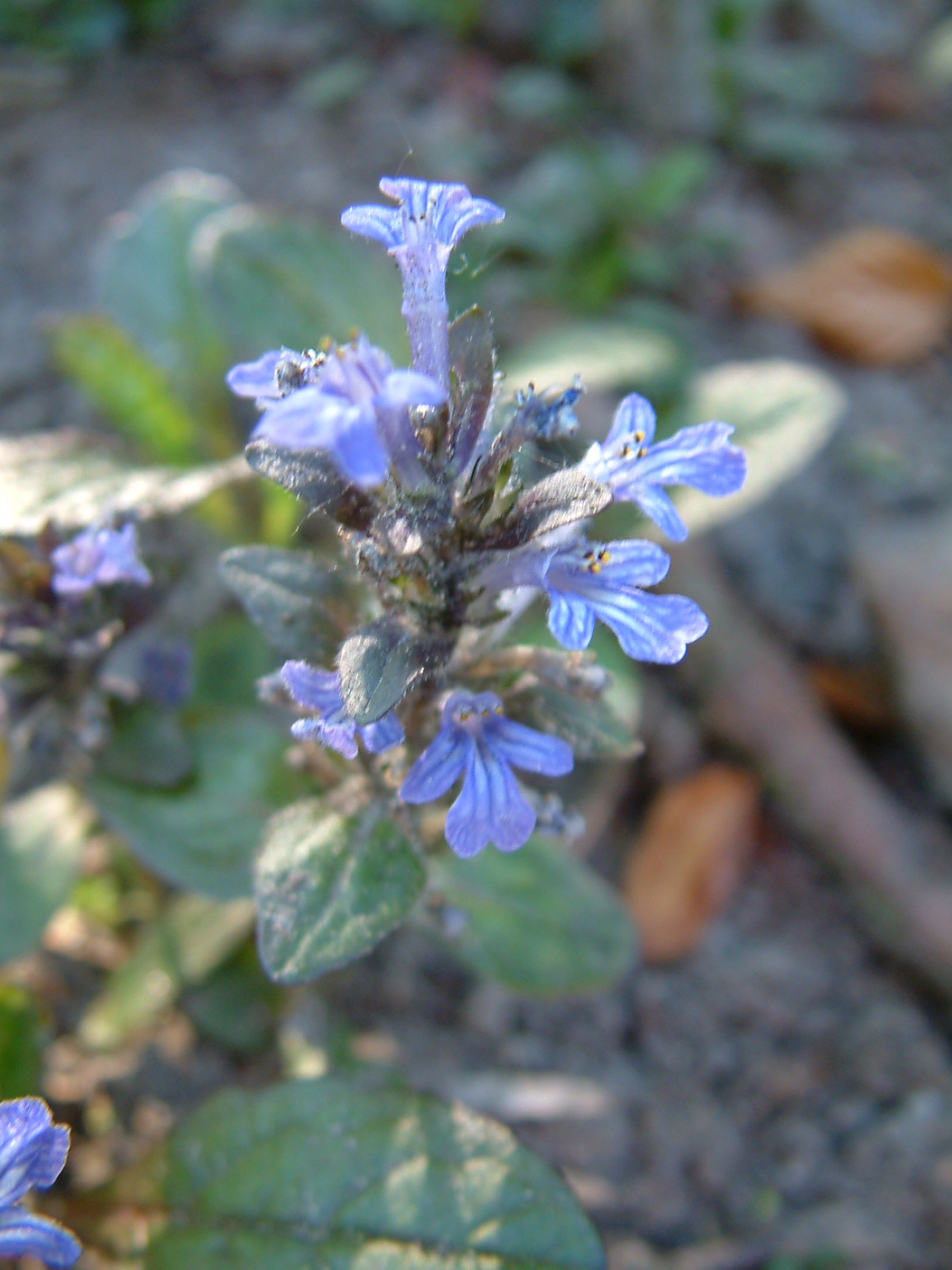
Ajuga reptans 'Atropurpurea'